# Козівська сільська рада (Сколівський район)
Козівська сільська рада —  орган місцевого самоврядування у Стрийському районі Львівської області. Адміністративний центр — село Козьова.

## Загальні відомості
Козівська сільська рада утворена в 1939 році. Територією ради протікають річки Орява, Орявчик.

## Населені пункти
Сільській раді були підпорядковані населені пункти:
- Верхнячка
- Довжки
- Долинівка
- Жупани
- Завадка
- Задільське
- Климець
- Козьова
- Красне
- Криве
- Матків
- Мита
- Мохнате
- Нагірне
- Орява
- Орявчик
- Плав'я
- Погар
- Риків
- Росохач
- Сможе
- Сухий Потік
- Тисовець
- Тухолька

## Склад ради
Рада складалася з 16 депутатів та голови.

### Керівний склад попередніх скликань
| ПІБ                        | Основні відомості                                                               | Дата обрання | Дата звільнення |
| -------------------------- | ------------------------------------------------------------------------------- | ------------ | --------------- |
| Ватагович Іван Петрович    | Сільський голова, 1981 року народження, освіта, член Партії «Реформи і порядок» | 26.03.2006   | 31.10.2010      |
| Івашкович Михайло Іванович | Сільський голова, 1963 року народження, освіта вища, безпартійний               | 31.10.2010   | 01.01.2014      |
| Клепуц Олег Миколайович    | Сільський голова, 1962 року народження, освіта вища, безпартійний               | 25.05.2014   |                 |

Примітка: таблиця складена за даними джерела

## Населення
Згідно з переписом УРСР 1989 року чисельність наявного населення сільської ради становила 1252 особи, з яких 608 чоловіків та 644 жінки.
За переписом населення України 2001 року в сільській раді мешкали 1284 особи.

### Мова
Розподіл населення за рідною мовою за даними перепису 2001 року:
| Мова       | Відсоток |
| ---------- | -------- |
| українська | 99,16 %  |
| російська  | 0,61 %   |
| молдовська | 0,15 %   |
| угорська   | 0,08 %   |